# Ping (flod)
 For alternative betydninger, se Ping. (Se også artikler, som begynder med Ping)
Ping (thai: แม่น้ำปิง, RTGS: Maenam Ping), sammen med Nan-floden, er en af de to primære bifloder til Chao Phraya i Thailand Den springer ud ved Doi Chiang Dao i Chiang Dao-distriktet, Chiang Mai-provinsen. Efter den passerer Chiang Mai by, flyder den gennem provinserne Lamphun, Tak og Kamphaeng Phet. Ved konfluensen med Nan ved Nakhon Sawan (også kaldet Paknam Pho på thai) former den floden Chao Phraya. Floden bliver dæmmet op af Bhumibol-dæmningen, der er landets andenstørste.

## Nationalparker
Ping flyder gennem Mae Ping Nationalpark.